# Roger Van Gool
Roger Van Gool (Nieuwmoer, 1 juni 1950) is een Belgisch voormalig  voetballer. Hij speelde als voorspeler en rechtsbuiten. Hij speelde meerdere jaren voor Antwerp FC, kende nationale en Europese successen met Club Brugge en 1. FC Köln en speelde enkele malen bij de nationale ploeg.
Na de jeugd van KSV Wildert ging Van Gool spelen voor Antwerp FC in 1967. Na het seizoen 1967/68, waarin Van Gool al enkele wedstrijden speelde, zakte Antwerp van de hoogste afdeling naar de Tweede Klasse. Twee jaar later, toen Antwerp was teruggekeerde in de Eerste Klasse, werd Van Gool eindelijk een vaste waarde in de ploeg.
Hij kende enkele goede seizoen bij Antwerp, en werd er met de club vicekampioen in 1973/74. Van Gool transfereerde in de zomer van 1974 naar Club Brugge. In 1975 werd Van Gool voor het eerst geselecteerd voor het nationale elftal. Met Brugge werd in hij 1976 landskampioen. Hij bereikte met de ploeg ook de finale van de UEFA Cup van 1975/76, die echter werd verloren van Liverpool FC.
Dat jaar werd hij naar Duitsland verkocht. Hij ging daarbij als eerste miljoenentransfer de geschiedenis van de Bundesliga in omdat hij door 1. FC Köln voor 1 miljoen Duitse mark werd overgenomen. Van Gool werd een publiekslieveling in Keulen. In zijn periode bij Köln kende de Duitse club een van zijn succesvolste periodes. Van Gool won met de club eenmaal de Bundesliga (1978) en tweemaal de DFB-Pokal (1977 en 1978). In de Europacup I stootte men in 1979 door tot in de halve finale. In 96 Bundesligawedstrijden voor Köln scoorde hij 28 maal.
In die periode speelde Van Gool ook voor de nationale ploeg. Hij zou zeven wedstrijden voor België spelen tussen eind 1975 en eind 1978. Hij scoorde daarin twee keer, eenmaal tegen Nederland, en eenmaal tegen Noord-Ierland. Hij nam deel aan het EK van 1976.
In 1980 ging hij spelen voor het Engelse Coventry City. Na een jaar in Engeland keerde Van Gool echter terug naar België, en hij ging er een seizoen voor zijn oude club Antwerp FC spelen. In 1982 trok hij naar Frankrijk, naar Nîmes Olympique. De club speelde er in de Ligue 2, maar in zijn eerste seizoen wist men er promotie naar de Ligue 1 af te dwingen. Het seizoen nadien strandde de club weer op een degradatieplek en Van Gool keerde na twee seizoenen terug naar België, en ging er nog een jaar bij Sint-Niklase SK voetballen.

## Palmares

### Speler

#### Club Brugge
- Eerste Klasse: 1975–76
- UEFA Cup: 1975-1976 (finalist)

#### 1. FC Köln
- Bundesliga: 1977-78
- Duitse Beker: 1976-77, 1977-78